# 世界史年表 (1世纪-10世纪)
- 1年：公元纪年始年
- 9年：中国西汉王莽即真天子位，国号新。
- 17年：新朝爆發起義，由王匡和王鳳發起，史稱「綠林軍起義」。
- 18年：新朝爆發赤眉軍起義，加速了新朝的滅亡。
- 23年：新朝爆發昆陽之戰，導致新朝滅亡。
- 25年：中国刘秀即帝位，建元建武，定都洛阳。东汉始。
- 30年或33年：耶稣被钉于十字架，其后耶稣门徒开始传布基督教。
- 43年：羅馬帝國皇帝克勞狄一世向北進攻不列顛島。
- 50年－100年：中国刘徽著《九章算术》成书。
- 70年：羅馬攻陷耶路撒冷，焚毀猶太聖殿，並驅逐猶太人。
- 79年：維蘇威火山摧毀龐貝城。
- 56年：谶纬之学成为中国东汉官方统治思想
- 92年：中国班固卒。所著《汉书》开创断代史体例
- 1世紀－3世纪：中亚贵霜帝国时期
- 1世紀－7世纪：非洲阿克苏姆王国时期
- 100年：基督教音乐在中亚兴起，先后确立亚美尼亚圣咏，叙利亚圣咏
- 101年：羅馬圖拉真皇帝率軍滅達契亞，移民該地，為羅馬尼亞的起源。
- 105年：中国蔡伦改进造纸术。
- 120年－124年：罗马建成万神庙，为古代圆顶庙之最。
- 121年：中国许慎的《说文解字》书成。
- 129年－200年：古罗马加伦把希腊解剖知识和医学知识系统化，创立人体生理解剖学。
- 164年－190年：中国发明瓷器。
- 184年：中国张角率众起义，皆著黄巾，史称黄巾之亂。
- 197年：袁術在壽春稱帝，國號仲家。
- 200年：中國曹操與袁紹以一萬對十萬最終決鬥於官渡，曹操以少勝多打敗袁紹，史稱官渡之戰。
- 207年，曹操成功殲滅所有北方反曹勢力，統一北方。
- 208年：中國曹操與孫權、劉備聯軍以約三十萬對八萬分別對峙於烏林、赤壁，孫劉火燒連還船，亦以少勝多，史稱赤壁之戰，初步形成了三國鼎立的局勢。
- 219年：中国东汉末张仲景卒。撰有《伤寒杂病论》世人奉他为“医圣”。中国东汉末毕岚发明翻车（龍骨水車）
- 220年：曹丕篡漢，建國號為魏，漢朝滅亡。
- 221年：劉備稱帝，立蜀，史稱蜀漢。
- 222年：孫權稱帝，立吳，史稱東吳。
- 227年：阿爾達希爾一世滅安息（帕提亞），建立薩珊王朝。
- 228年：陸遜大勝曹魏，史稱「石亭之戰」。
- 229年：孫權稱帝立吳，史稱東吳。
- 230年：孫吳派軍到夷州掠千人而回。
- 263年：曹魏南征滅蜀漢。
- 265年：中国司马炎迫魏帝曹奐禅位，建国号晋。
- 280年：孫吳投降於曹魏，孫吳滅亡。
- 284年：戴克里先即羅馬帝位，著手恢復秩序。
- 291年：中国八王之乱起。
- 292年：羅馬帝國的戴克里先推行「四帝共治制」。
- 313年：君士坦丁一世和李锡尼颁布《米兰敕令》使基督教合法化。
- 317年：中国晋元帝在建康称晋王，史称东晋。
- 319年，前趙和後趙建立。
- 320年－540年：古印度笈多王朝时期
- 330年－1453年：拜占廷艺术流行于欧洲和西亚，尤在建筑和镶嵌画上成就突出。
- 4世纪：西非古国加纳王国建立。
- 372年：匈奴人入侵歐洲。
- 383年：前秦与东晋淝水之战，奠定南北朝基础。
- 392年：羅馬皇帝狄奧多西一世立基督教為國教。
- 395年：羅馬帝國分裂成，東羅馬帝國和西羅馬帝國。
- 410年：盎格魯人、撒克遜人及朱特人開始移居到英格蘭地區。
- 420年：劉裕篡晉，改國號為宋，是為南北朝之始。
- 439年，北魏統一北方，結束了北方分裂的混戰局面。
- 451年：匈奴王阿提拉席捲歐洲，入侵中歐、高盧、義大利北部等地。
- 453年：阿提拉死，部眾瓦解。
- 476年：西罗马帝国灭亡。
- 479年：蕭道成篡宋，改國號為齊。
- 502年：蕭衍篡齊，建國號為梁。
- 523年：六鎮之亂爆發。
- 529年：查士丁尼關閉雅典學院。
- 532年－537年：圣索菲亚教堂在东罗马帝国首都君士坦丁堡（今伊斯坦布尔）建成，为拜占廷建筑的代表。
- 534年：東羅馬滅汪達爾。查士丁尼法典完成。同年北魏分裂成東魏、西魏兩國。
- 548年：侯景舉兵謀反，史稱侯景之亂爆發。
- 552年：王僧辯、陳霸先攻下建康，侯景兵敗被殺。
- 554年：查士丁尼征服東哥德人，收復義大利及西班牙南部。
- 557年：陳霸先篡梁，建國號陳。
- 568年：倫巴底人首領阿爾博因率日爾曼聯軍攻入義大利，建倫巴底王國。
- 570年－632年：伊斯兰教创始人穆罕默德在世。
- 580年：北周滅北齊，華北統一。
- 581年：中国杨坚代周称帝，国号隋。
- 589年：隋滅陳，中國南北統一。
- 598年，隋朝三次北征高句麗，反而觸發民變。
- 6世紀－12世纪：墨西哥建成羽蛇神庙，为美洲最大古建筑。
- 606年－647年：印度戒日王朝时期，統一恆河流域。
- 607年：日本建成法隆寺，为世界现存最古的木构建筑。隋煬帝第一次征討流求國，掠一人而返。
- 608年：第二次征討流求國，寬取其布甲而還。
- 610年：第三次征討流求國，虜其男女數千人而返。
- 611年：穆罕默德創伊斯蘭教。
- 618年：中国李渊称帝，国号唐。
- 622年：先知穆罕默德逃亡至麥地那，此年即為回曆元年。
- 627年－649年：貞觀之治， 唐太宗李世民統治時期，政治清明，社會安定，經濟富足，國力強盛，聲威遠播，史稱「貞觀之治」。
- 630年：穆罕默德的信眾打回麥加，穆罕默德幾乎統一阿拉伯半島。
- 639年：穆斯林攻入耶路撒冷。
- 640年：穆斯林攻入埃及。
- 641年：穆斯林入薩珊波斯。
- 645年：日本孝德天皇推行大化革新。
- 651年：伊斯蘭軍攻入波斯，波斯薩珊王朝亡。
- 660年：唐朝連新羅滅百濟。
- 661年：穆罕默德女婿阿里遇刺而死，伊斯蘭教分裂為遜尼派和什葉派。
- 661年－750年：阿拉伯帝国倭马亚王朝时期。
- 668年：新罗联合唐灭高句丽，统一朝鲜半岛大同江以南地区。
- 690年：武則天篡唐，改國號為周。
- 694年：摩尼教由波斯人佛多诞传入中国，时称明教。
- 698年：穆斯林入侵迦太基故地，征服柏柏人。
- 705年：神龍革命讓唐朝復國。
- 711年：穆斯林渡直布羅陀海峽，入侵西班牙。
- 724年：穆斯林到達印度河和中國西疆。
- 732年：鐵鎚查理擊敗穆斯林於都爾，使回教勢力無法深入西歐。
- 750年－1250年：印度始建奥里萨神庙，为中世纪印度教建筑群，印度北方式神庙的典型
- 750年－1258年：阿拉伯帝国阿拔斯王朝时期。
- 751年：唐朝和阿拉伯爆發怛羅斯之役，唐敗，阿拉伯虜將軍，造紙術西傳
- 755年-757年：唐朝爆發安史之亂。
- 787：唐朝與蕃的關係開始逐漸惡化。
- 790年左右：維京人開始向大不列顛島及其他地方劫掠。
- 800年：查理曼加冕，稱為羅馬人的皇帝。
- 821年：唐朝內部發生衝突，史稱牛李黨爭
- 843年：法蘭克王國分裂為西法蘭克、中法蘭克、東法蘭克。
- 845年：唐朝打壓佛教，使佛教在唐朝受到嚴重的打擊，史稱「武宗滅佛」
- 875年-877年：唐朝爆發黃巢之亂，加速了唐朝的滅亡。
- 882年：東斯拉夫人第一個的國家，基輔羅斯公國建立，定都基輔。
- 8世紀－9世纪：印度尼西亚建成婆罗浮屠。
- 9世纪：商羯罗改革印度教。西欧出现商人行会。
- 907年-960年：中國進入五代十國時代。
- 907年-951年：

後梁建立（907年）
後唐建立（923年）
後晉建立（936年）
後漢建立（947年）
後周建立（951年）。
- 909年，法蒂瑪王朝建立。
- 918年：王建建高丽，首都開城。
- 935年－936年：高丽灭新罗、後百济，统一朝鲜。
- 945年－968年：越南发生十二使君之乱
- 947年：契丹改國號遼。
- 960年：中国赵匡胤发动陈桥兵变，称帝，国号宋，五代十國時代結束。
- 962年：東法蘭克國王鄂圖一世加冕為神聖羅馬帝國皇帝。同年中亞地區的伽色尼王朝建立。
- 980年：越南黎桓建前黎朝。
- 987年－1328年：法国卡佩王朝时期。
- 988年：基辅大公弗拉基米尔一世受洗，基督教（東正教）传入基輔羅斯大公國（現今的烏俄與白俄）。
- 10世紀－13世纪：高棉王国建设吴哥，所建吴哥王城和吴哥寺，为柬埔寨艺术瑰宝。